# Neustart (Computer)
Unter einem Neustart (auch englisch Reboot oder Restart genannt) eines Rechnersystems (Computer) versteht man das erneute Hochfahren (Booten) des Rechners, wenn dieser bereits eingeschaltet ist. Ein Neustart wird auch Warmstart genannt.

## Einsatzbereich
Das Neustarten ist erforderlich, wenn:
- neue Software installiert wurde (das ist vom jeweiligen Programm abhängig, kommt vor allem unter Windows-Betriebssystemen vor);
- das Betriebssystem eine Aktualisierung bekommen hat, die sich im laufenden Betrieb nicht einbinden lässt;
- Gerätetreiber installiert wurden (nachdem neue Geräte oder Hardware angeschlossen wurde; ebenfalls hauptsächlich unter Windows-Betriebssystemen);
- ein laufendes Programm abgestürzt ist und das System blockiert;
- das Betriebssystem selbst abstürzt und zurückgesetzt werden muss;
- ein anderes Betriebssystem hochgefahren werden soll (z. B. auf Mehrfachstartsystem oder von einem externen Datenträger).

Ein Neustart ist mit dem Verlust von allen im Arbeitsspeicher befindlichen Daten und darüber hinaus meistens auch aller nur in den temporären Dateien eines Programms vorhandenen Daten verbunden, sofern sie nicht mehr in eine dauerhafte Datei geschrieben werden können. Daher ist es sinnvoll, ihn bei Störungen möglichst zu vermeiden. Durch die in modernen Betriebssystemen verwendeten Speicherschutzmechanismen gibt es dazu heutzutage viele Möglichkeiten, die oft zum Erfolg führen. Allerdings gibt es auch Fälle, in denen z. B. für den korrekten Betrieb des Systems notwendige Bestandteile der Software beschädigt, verändert oder aus dem Arbeitsspeicher entfernt wurden. In solch einem Fall ist ein Neustart zwingend erforderlich.
Bei einem vorhersehbaren Neustart, z. B. nach einer Treiberinstallation, ist es daher dringend geboten, andere Programme rechtzeitig zu beenden und dass unmittelbar vor dem Neustart vom auslösenden Programm ein Bestätigungsdialog angezeigt wird.

## Funktionsweise
Ein Neustart kann durch manuelle Eingabe per Maus oder Tastatur oder durch laufende Programme (z. B. das Betriebssystem) ausgelöst werden.
Beispiele für manuelle Auslösung sind:
- Auf PC-kompatiblen Systemen kann mit der Tastenkombination Strg + Alt + Entf – dem sogenannten Klammergriff – ein Neustart ausgelöst werden. Diese Funktion ist im PC-BIOS implementiert, die Kontrolle kann vom jeweiligen Betriebssystem jedoch auch übernommen und die Funktion somit unterbunden werden. (Unter Windows NT z. B. führt die Tastenkombination zu einem Menü, das es u. a. erlaubt, den Task-Manager auszuführen.)
- Unter Windows durch Auswahl der Option Neu starten im Dialog zum Herunterfahren des Systems. Durch Aufruf von shutdown.exe (XP und neuer) bzw. rundll32.exe (NT bis 2000) ist das Auslösen eines kontrollierten Neustarts auch auf der Eingabeaufforderung möglich.
- Auf Macs kann ein Neustart mit der Tastenkombination Strg + ⌘ + ⏻ ausgelöst werden, allerdings ist die Power-Taste nur auf älteren Mac-Tastaturen vorhanden.

Beispiele für einen Neustart über einen Systembefehl:
- viele Unix-Systeme, z. B. FreeBSD, HP-UX, Linux, macOS, bieten einen der folgenden Shell-Befehle (teils müssen die Befehle mit sudo ausgeführt werden):
  - auf Systemen mit SysVinit als init-System ist es meist üblich, dass Runlevel 6 den Computer neu startet: init 6
  - shutdown, meist mit den Parameter -r für „reboot“ und einer Zeitangabe, z. B. shutdown -r now oder (unter HP-UX) shutdown -r -y now
  - reboot[1][2]
  - systemd kann mit systemctl reboot einen Neustart einleiten
- OpenVMS: @SYS$SYSTEM:SHUTDOWN
- Windows: shutdown -r -f -t 0 [3]

Der PC führt bei einem Neustart nur eine verkürzte Boot-Prozedur durch.

### Herunterfahren
Der erste Teil eines Neustarts besteht im Herunterfahren (Shutdown) des laufenden Systems. Dabei werden alle geöffneten Anwendungen geschlossen (Mnemonik: Close bzw. Terminate, der Befehl, alle Datenträger- und Protokollzugriffe freizugeben, und Kill, das Beenden der Anwendung selbst) und das Betriebssystem analog beendet.
Wenn dies durch blockierende Anwendungen nicht mehr möglich ist, bleibt meist nur noch die Variante, den Reset-Knopf am Rechner zu drücken, der bei modernen Computern immer häufiger fehlt. Dadurch wird ein sofortiger Abbruch aller Prozesse und sofort mit dem Hochfahren (s. u.) begonnen.
Unter Linux (zum Teil auch bei UNIX-Varianten) kann in einer solchen Situation oft noch der Magische S-Abf-Taste helfen, den PC neu zu starten, ohne das Dateisystem zu beschädigen oder den Reset-Knopf am Rechner selbst zu drücken.

### Hochfahren
Der danach folgende zweite Teil des Neustarts entspricht dem Hochfahren (Booten) eines Rechners, wenn dieser ausgeschaltet war (Kaltstart, auch Reset). Bei PCs mit BIOS werden nicht alle Routinen erneut ausgeführt; in einigen seltenen Fällen ist deshalb ein Kaltneustart, also ein Herunterfahren und erneutes Hochfahren des Rechners nötig. Unter Windows-Betriebssystemen passiert das über einen dafür eingerichteten Interrupt mit der Kennung Int 19h.